# Vincenzo Nibali
Vincenzo Nibali (Messina, 14 de novembre de 1984) és un ciclista sicilià, professional des del 2005, fins al 2022 amb l'equip Astana Qazaqstan Team.
En el seu palmarès hi ha 52 victòries on hi destaquen la victòria a les 3 grans voltes; a la Volta a Espanya del 2010, el Giro d'Itàlia de 2013 i 2016 i el Tour de França de 2014, així com tres podis al Giro d'Itàlia, tercer el 2010, segon el 2011 i segon al 2019, un podi a la Volta a Espanya, segon el 2013, i un podi al Tour de França, tercer el 2012.
També cal remarcar la victòria a dos dels monunents del ciclisme: Milà-Sanremo (2018) i Volta a Llombardia (2015 i 2017).

## Palmarès
- 2002
  -  Campió d'Itàlia en ruta júnior
  - 1r al Giro della Lunigiana
- 2003
  - 1r a la Coppa Ciuffenna
  - Vencedor de 2 etapes de la Linz-Passau-Budweis
- 2004
  - Vencedor d'una etapa del Giro de la Toscana amateur
- 2005
  - Vencedor d'una etapa de la Settimana internazionale di Coppi e Bartali
- 2006
  - 1r al GP Ouest France-Plouay
  - Vencedor d'una etapa de la Settimana internazionale di Coppi e Bartali
- 2007
  - 1r al Giro de la Toscana
  - 1r al Gran Premi de la indústria i l'artesanat de Larciano
  - 1r al Trofeo Città di Borgomanero (amb Roman Kreuziger)
  - Vencedor de 2 etapes de la Volta a Eslovènia
- 2008
  - 1r al Giro del Trentino i vencedor d'una etapa
- 2009
  - 1r al Giro dels Apenins
  - 1r al Gran Premi de la vila de Camaiore
- 2010
  -  1r a la Volta a Espanya i  1r de la Classificació de la combinada
  - 1r al Tour de San Luis i vencedor d'una etapa
  - 1r a la Volta a Eslovènia i vencedor d'una etapa
  - 1r al Trofeu Melinda
  - Vencedor d'una etapa del Giro d'Itàlia
- 2011
  - Vencedor d'una etapa al Giro d'Itàlia.[3]
- 2012
  - 1r a la Tirrena-Adriàtica, vencedor d'una etapa i de la classificació dels punts
  - 1r al Giro de Padània i vencedor d'una etapa
  - Vencedor d'una etapa al Tour d'Oman
- 2013
  -  1r al Giro d'Itàlia i vencedor de 2 etapes
  - 1r a la Tirrena-Adriàtica
  - 1r al Giro del Trentino i vencedor d'una etapa
- 2014
  -  Campió d'Itàlia en ruta
  -  1r al Tour de França i vencedor de 4 etapes
- 2015
  -  Campió d'Itàlia en ruta
  - 1r a la Volta a Llombardia
  - 1r a la Coppa Bernocchi
  - 1r a la Tre Valli Varesine
  - 1r a la Trittico Lombardo
  - Vencedor d'una etapa al Tour de França
- 2016
  -  1r al Giro d'Itàlia i vencedor d'una etapa
  - 1r al Tour d'Oman i vencedor d'una etapa
- 2017
  - 1r al Tour de Croàcia
  - 1r a la Volta a Llombardia
  - Vencedor d'una etapa al Giro d'Itàlia
  - Vencedor d'una etapa a la Volta a Espanya
- 2018
  - 1r a la Milà-Sanremo
- 2019
  - Vencedor d'una etapa del Tour de França
- 2021
  - 1r al Giro de Sicília i vencedor d'una etapa

### Resultats al Giro d'Itàlia
- 2007. 19è de la classificació general
- 2008. 11è de la classificació general
- 2010. 3r de la classificació general. Vencedor d'una etapa. Porta la maglia rosa durant 3 etapes
- 2011. 2n de la classificació general.[4] Vencedor d'una etapa[3]
- 2013.  1r de la classificació general. Vencedor de 2 etapes
- 2016.  1r de la classificació general. Vencedor d'una etapa. Porta el Mallot rosa durant 2 etapes
- 2017. 3r de la classificació general. Vencedor d'una etapa
- 2019. 2n de la classificació general.
- 2020. 7è de la classificació general
- 2021. 18è de la classificació general
- 2022. 4t de la classificació general

### Resultats al Tour de França
- 2008. 20è de la classificació general
- 2009. 7è de la classificació general
- 2012. 3r de la classificació general
- 2014.  1r de la classificació general. Vencedor de la 2a, 10a, 13a i 18a etapes. Porta el mallot groc durant 20 etapes
- 2015. 4t de la classificació general. Vencedor de la 19a etapa
- 2016. 30è de la classificació general
- 2018. No surt (13a etapa)
- 2019. 39è de la classificació general. Vencedor d'una etapa
- 2021. No surt (16a etapa)

### Resultats a la Volta a Espanya
- 2010.  1r de la classificació general.  1r de la combinada
- 2011. 7è de la classificació general
- 2013. 2n de la classificació general.  Porta el mallot vermell durant 13 etapes
- 2015. Desqualificat (2a etapa) per agafar-se a un cotxe[5]
- 2017. 2n de la classificació general. Vencedor d'una etapa
- 2018. 59è de la classificació general
- 2022. 45è de la classificació general